# Jacob Arcadelt
Jacob Arcadelt , Jakob Arcadelt ou Jacques Arcadelt (Namur, 10 de agosto de 1507 – Paris, 14 de outubro de 1568) foi um compositor renascentista da escola franco-flamenga.
Um músico distinto, na Holanda no final do décimo quinto ou no início do século XVI, nascido provavelmente em Paris, entre 1504 e 1505. Ele cresceu sob a influência de Josquin e da Escola belga. Ele começou sua carreira como cantor na corte de Florença. Em 1539 foi para Roma e se tornou membro da Capela Juliana e pouco tempo depois ingressou na Capela Sistina onde foi nomeado "Magister Puerorum" (Mestre do coro de meninos), e logo depois a Mestre de Coro. Aqui ele permaneceu até 1549. Em 1555, seus serviços, tendo sido envolvidos pelo Cardeal Charles de Lorraine, duque de Guise, ele seguiu para Paris, onde provavelmente se manteve até sua morte. Ele é mencionado, neste período, como Regius Musicus (músico da corte).